# Puesto de Arkansas
El Puesto de Arkansas (en inglés: Arkansas Post) (en francés: Poste de Arkansea) fue el primer asentamiento europeo en el curso inferior del río Misisipi y en el actual estado de Arkansas. Fue establecido en 1686 por Henri de Tonti como un puesto comercial francés en las orillas del bajo Arkansas. Los franceses y españoles lo usaron para comerciar con los quapaw durante años y fue de valor estratégico para franceses, españoles y estadounidenses. El puesto fue designado como la primera capital del Territorio de Arkansas en 1819, pero perdió ese estatus a favor de Little Rock en 1821. Durante los años del comercio de pieles, el Puesto de Arkansas estaba protegido por una serie de fuertes. Los fuertes y los asentamientos asociados fueron ubicados en tres sitios conocidos y posiblemente en un cuarto, ya que el área costera era propensa a la erosión y las inundaciones.
El área que abarca la segunda (y cuarta) ubicación del Puesto de Arkansas (Red Bluff) fue declarada como parque estatal en 1929. En 1960, alrededor de 757,51 acres (306,55 ha) del parque fueron declaradas Monumento conmemorativo nacional e Hito Histórico Nacional; conmemora la historia de varias culturas y épocas: los quapaw, los colonos franceses que habitaban el pequeño entrepôt como primeros arkanséses, el gobierno español, una escaramuza en la Guerra de la Independencia de Estados Unidos en 1783, la primera capital territorial de Arkansas y una batalla de la guerra civil estadounidense en 1863.
Se han llevado a cabo en el lugar tres excavaciones arqueológicas, la primera en la década de 1950. Los expertos dicen que los recursos culturales más extensos en el sitio son arqueológicos, tanto para los asentamientos de los siglos XVIII y XIX, como para los pueblos quapaw anteriores. Debido a los cambios en el río y las medidas tomadas para la navegación, el nivel del agua ha aumentado más cerca de la altura de los acantilados, que solían estar muy por encima del río. El sitio ahora se considera tierra baja. La erosión y las construcciones en el río han provocado que los restos de tres de los fuertes históricos estén bajo el agua, en el cauce del río.

## Historia

### Posesión francesa (1686-1763)

#### Primera localización

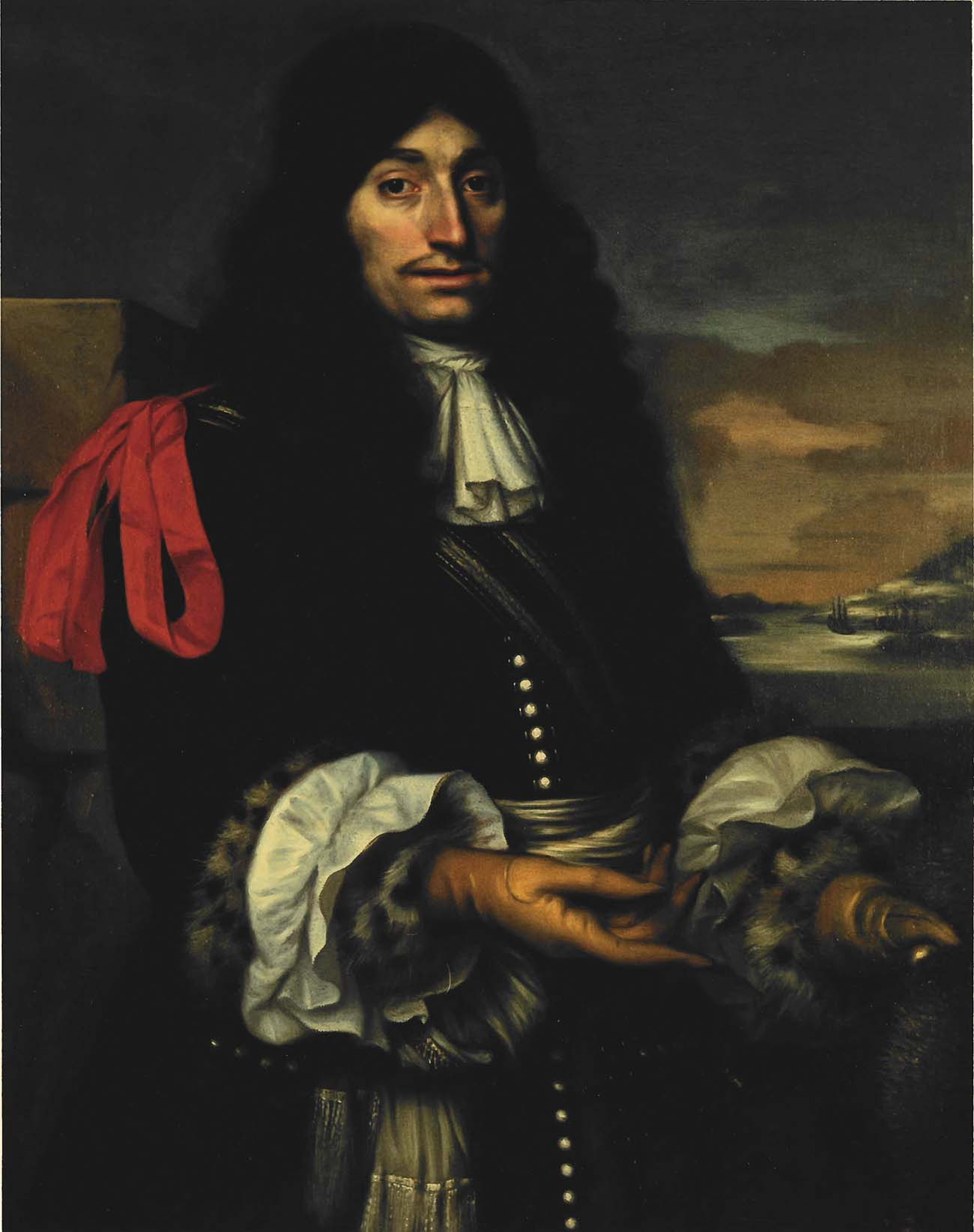
Henri de Tonti.

El Puesto de Arkansas fue fundado en el verano de 1686 por Henri de Tonti, Jacques Cardinal, Jean Couture y otros cuatro franceses como un puesto comercial cerca un pueblo quapaw llamado Osotouy, a unos 56 kilómetros río arriba de la confluencia estratégica del Arkansas con el río Misisipi. El puesto se estableció en tierras cedidas a De Tonti por su servicio en la expedición de René Robert Cavelier de La Salle de 1682. El acuerdo con los quapaw locales consistió en intercambiar productos franceses por pieles de castor. Aunque este arreglo no produjo muchos beneficios, ya que los quapaw tenían poco interés en cazar castores. Aun así, el comercio y las relaciones amistosas con los quapaw y otros pueblos nativos locales, como los caddo y los osage, fueron esenciales para la supervivencia del puesto en la mayoría de sus administraciones.

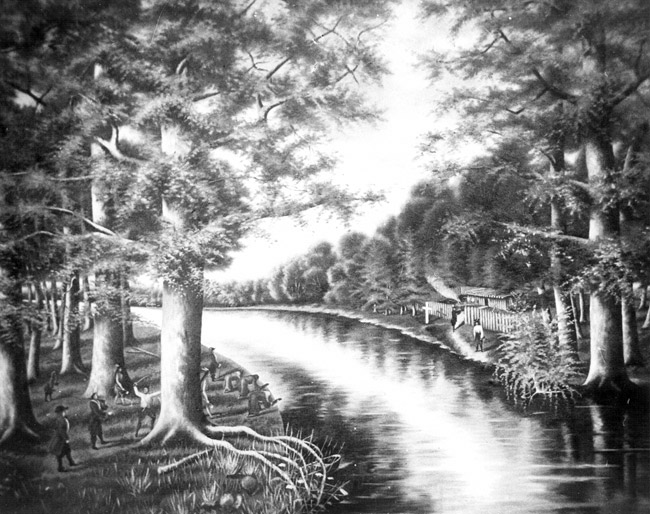
Annie Hatley, Descripción del Puesto de Arkansas en 1689 (Archivos Estatales de Arkansas, 1904).

Los colonos franceses inicialmente llamaron al puesto «Aux Arcs» («en la casa de Arkansas», ya que «Arkansea» era el nombre algonquino para los quapaw usado por los illiniwek y las tribus relacionadas). Las primeras estructuras erigidas en el lugar fueron una simple casa de madera y una valla. El pequeño asentamiento fue el primero permanente de los franceses al oeste del Misisipi y el primer asentamiento europeo en el valle del bajo Misisipi. Allí los franceses llevaron a cabo los primeros servicios religiosos cristianos documentados en Arkansas.
La importancia del puesto fue percibida en su totalidad en 1699, cuando el rey Luis XIV comenzó a invertir más recursos en la Luisiana. La Compañía del Misisipi de John Law de 1717 a 1724 reclutó colonos alemanes para convertir el área circundante en un importante centro agrícola. El plan era cultivar en el bajo Arkansas para comerciar con el Puesto de Arkansas, Nueva Orleans y el Illinois francés. Cerca de cien esclavos y sirvientes fueron traídos a la zona como trabajadores, y se otorgaron concesiones de tierras a los colonos alemanes. Sin embargo, este proyecto falló cuando la compañía se retiró del Puesto de Arkansas debido a la explosión de la burbuja del Misisipi. La mayoría de los esclavos y sirvientes contratados fueron reubicados en otras partes a lo largo del bajo Misisipi, pero unos pocos permanecieron en el puesto o cerca de él, convirtiéndose en cazadores, granjeros y comerciantes.
En 1720, el puesto había perdido gran parte de su importancia para los franceses debido a la falta de ganancias en el comercio con los quapaw, y la población era baja. En 1723, el puesto fue ocupado por trece soldados franceses y el comandante era el teniente Avignon Guerin de la Boulaye. El padre Paul du Poisson fue sacerdote en el puesto desde julio de 1727 hasta su muerte en 1729. El puesto se expandió significativamente en 1731, cuando su nuevo comandante, el primer alférez Pierre Louis Petit de Coulange, construyó una barraca, un polvorín, una prisión y una casa para él y para los futuros comandantes.
El 10 de mayo de 1749, durante las Guerras Chickasaw, el puesto experimentó su primer conflicto militar. El jefe Payamataha de los chickasaw atacó las zonas rurales del puesto con ciento cincuenta de sus guerreros, matando y capturando a varios colonos.
Se cree que la localización de este primer puesto estaría cerca del yacimiento arqueológico de Menard-Hodges, ubicado a unos ocho kilómetros (unos 40 km por carretera) del Memorial del Puesto de Arkansas. Este lugar, como el Monumento Histórico Nacional, es propiedad del Servicio de Parques Nacionales, pero está sin desarrollar.

#### Segunda localización (Red Bluff)
Como resultado de la incursión de los chickasaw y de las continuas amenazas de ataque, el alférez Louis Xavier Martin de Lino, comandante en ese momento, movió el puesto río arriba, más lejos del territorio chickasaw al este del Misisipi, y más cerca de las aldeas quapaw, sus principales socios comerciales. Esta nueva ubicación, a unas 72 kilómetros de la desembocadura del Arkansas, se llamaba Écores Rouges (Red Bluff en inglés), en «las alturas de la Gran Pradera» y estaba situada en una curva del río, en un terreno más alto que la ubicación anterior.
En 1752, el siguiente comandante, el capitán Paul Augustin le Pelletier de la Houssaye, reconstruyó las estructuras importantes del puesto, como el cuartel, la prisión y el polvorín. Además de estas estructuras, amplió la casa del comandante para incluir una capilla y alojamiento para el sacerdote. Agregó un almacén, un hospital, una panadería y una letrina. Para proteger los nuevos edificios del puesto, erigió una empalizada de más de tres metros de altura.

#### Tercera localización
En 1756, después del comienzo de la guerra de los Siete Años, el capitán Francois de Reggio movió el puesto a un lugar a solo dieciséis kilómetros del Misisipi para que el puesto respondiera mejor a los ataques británicos y chickasaw. Mientras que los dos primeros lugares habían estado en la orilla norte de Arkansas, este estaba en el sur. El diseño de este puesto fue en términos generales similar, con las estructuras usualmente importantes protegidas dentro de una empalizada.

### Posesión española (1763-1802)
Después de que los británicos derrotaran los franceses en la guerra de los Siete Años y ganaran la mayoría de sus territorios norteamericanos, Francia cedió el área al oeste del Misisipi a España en compensación por la pérdida de Florida, que fue cedida a Gran Bretaña. El puesto fue cedido oficialmente a España en 1763, pero España no asumió su administración hasta 1771.
Inicialmente, los españoles mantuvieron el puesto en su tercera localización y construyeron el primer Fuerte Carlos para defenderlo. La mayoría de la población del puesto que permaneció, incluso después de que fue cedida a España, era francesa. Esto complicó el esfuerzo diplomático de España. En 1772, se ordenó al comandante Fernando de Leyba que ejerciera el dominio sobre los franceses locales y redujera la cantidad de agasajos y obsequios para los quapaw, ya que le costaba demasiado al gobierno colonial. Esto provocó hostilidades con los quapaw, pero finalmente el comandante Leyba les concedió los bienes y se evitó el conflicto.

#### Cuarta localización (Red Bluff)
En 1777 y 1778, el lugar fue parcialmente afectado por inundaciones. El capitán de la guarnición, Baltasar de Villiers, escribió al gobernador español de Luisiana, Bernardo de Gálvez, solicitando que el puesto fuera trasladado río arriba. Villiers citó como razones las inundaciones anuales y la larga distancia de las aldeas locales quapaw.
Gálvez dio permiso para que Villiers moviera el puesto a la segunda localización francesa, 58 kilómetros río arriba, en Écores Rouges, y en 1779, el puesto fue reubicado. Los colonos esperaban que el asentamiento fuera menos propenso a las inundaciones. El fuerte Carlos III fue construido allí en julio de 1781, cerca del antiguo Fuerte Le Houssaye. Consistía en varios edificios pequeños rodeados por una empalizada.
Durante las últimas dos décadas del siglo XVIII, varios colonos procedentes de las Trece Colonias se asentaron en el puesto, construyendo una aldea separada en los acantilados al norte del río, más cerca de las aldeas quapaw. Muchos de estos colonos llegaron como refugiados de la guerra de Independencia de los Estados Unidos.

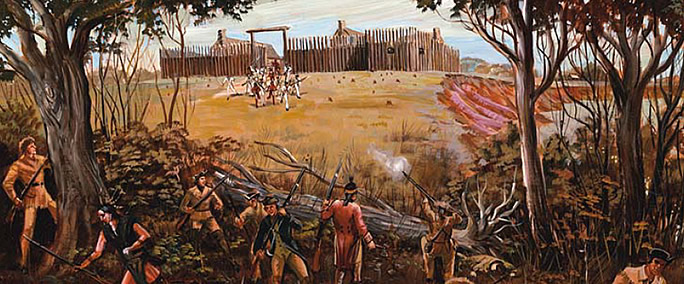
Representación de la salida española durante el ataque de Colbert.

El 17 de abril de 1783, James Colbert, un comerciante indio-británico e irregular, llevó a cabo una incursión con otros compañeros irregulares y sus aliados chickasaw contra las fuerzas españolas que controlaban el Puesto de Arkansas. Esto fue parte de una pequeña campaña británica contra los españoles en el río Misisipi durante la guerra de Independencia de los Estados Unidos, cuando el poder estaba cambiando en América del Norte. Los españoles lo defendieron con sus soldados, aliados quapaw y colonos que actuaban como indios para asustar a los irregulares.
Con el deterioro del fuerte Carlos III debido a la acción del río erosionando el acantilado, los españoles eligieron un sitio cerca de la orilla, donde en la década de 1790 construyeron el fuerte San Esteban de Arkansas. El complejo incluía una casa, grandes barracones, almacén y cocina, todo rodeado por una empalizada.

#### Segunda posesión francesa (1802-1804)
Aunque España cedió Luisiana y el Puesto de Arkansas a Francia en 1800, no se envió a ningún oficial francés a administrar el puesto. La guarnición española se mantuvo para supervisar el puesto hasta que se vendió a los Estados Unidos.

### Posesión estadounidense (desde 1804)
En 1804, el Puesto de Arkansas se convirtió en parte de los Estados Unidos como resultado de la compra de Luisiana a Francia. Cuando se vendió, el puesto contenía treinta casas en filas a lo largo de dos calles perpendiculares. Estas estaban habitadas principalmente por la población francesa del puesto. Los colonos estadounidenses habían permanecido en la aldea separada al norte del puesto, aunque los asentamientos estadounidenses comenzaron después de la compra por los Estados Unidos, y los edificios estadounidenses se construyeron en la parte principal del puesto junto con los franceses y españoles. El puesto fue custodiado por el Fuerte San Esteban, rebautizado como Fort Madison por la nueva administración estadounidense. Fort Madison estuvo en uso hasta 1810 cuando fue abandonado debido a la erosión y las inundaciones.
En 1805, se construyó una casa comercial en el extremo norte del puesto, operado por Jacob Bright. El lugar se convirtió en un importante punto fronterizo para los viajeros que se dirigían al oeste, como los exploradores Stephen Harriman Long y Thomas Nuttall.
El Puesto de Arkansas fue seleccionado para ser la capital del condado de Arkansas en 1813, y en 1819, fue elegido como la primera capital del nuevo territorio de Arkansas. Se convirtió en el centro de la vida comercial y política en Arkansas. El primer periódico del territorio, el Arkansas Gazette, fue fundado en 1819 por William E. Woodruff. Una taberna propiedad de William Montgomery operó en el puesto de 1819 a 1821, y sirvió como lugar de reunión para la primera Asamblea General Territorial de Arkansas en febrero de 1820. La taberna estaba ubicada en el mismo edificio que la casa comercial de Jacob Bright. Durante su período como capital territorial, el puesto creció sustancialmente y se establecieron dos pueblos cerca de él.
Poco a poco, los asentamientos se trasladaron aún más al valle del río Arkansas, y Little Rock se convirtió en el asentamiento dominante del territorio. Cuando el capital territorial se trasladó allí en 1821, las principales empresas e instituciones del territorio se mudaron también, y el Puesto de Arkansas perdió gran parte de su importancia.
El puesto continuó siendo relativamente importante como ciudad fluvial durante la década de 1840. Un empresario francés, el coronel Frederick Notrebe, llegó a dominar la vida comercial en el puesto. Su establecimiento consistía en una casa, una tienda, una tienda de ladrillos, un almacén, una procesadora de algodón y una prensa. En la década de 1840, el puesto se amplió aún más con varios edificios, incluido uno para servir como sucursal en el Puesto de Arkansas del State Bank of Arkansas. En la década de 1850, el puesto estaba en un período de declive y la población se redujo significativamente.
Un pozo y una cisterna se construyeron en el puesto a principios de 1800 y han permanecido intactos en el lugar conmemorativo hasta nuestros días.

#### Control confederado (1861-1863)

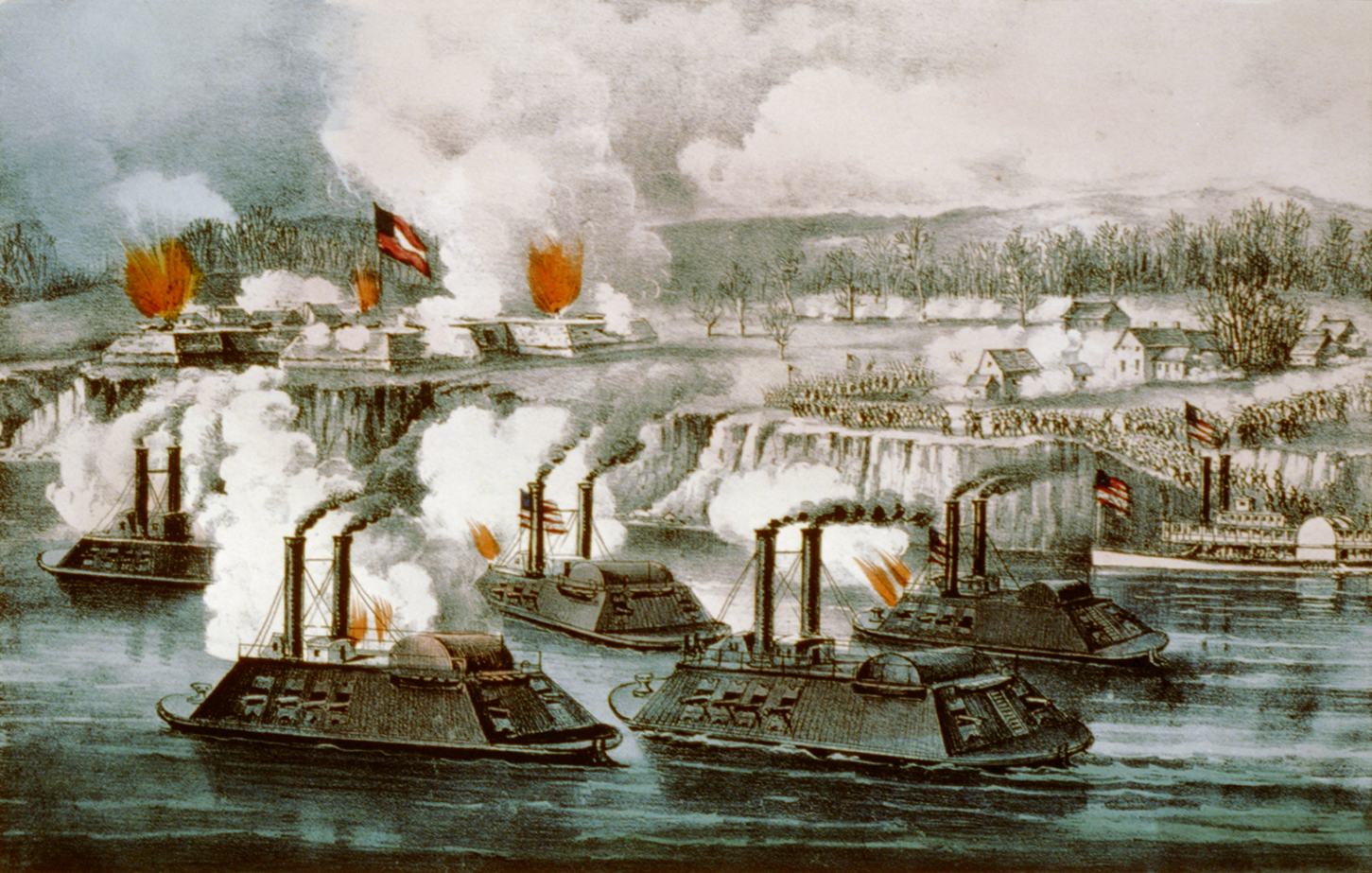
Batalla de Fort Hindman en Arkansas Post en 1863.

Durante la guerra civil americana, el puesto permaneció un sitio estratégico militarmente importante. En 1862, el Ejército confederado construyó un terraplén defensivo masivo conocido como Fort Hindman, nombrado después del general confederado Thomas C. Hindman. Estaba ubicado en un acantilado a 25 pies sobre el río en la orilla norte, con una vista de una milla hacia arriba y río abajo. Fue diseñado para evitar que las fuerzas de la Unión fuera río arriba a Little Rock e interrumpiera el movimiento de la Unión en el Misisipi. Del 9 al 11 de enero de 1863, las fuerzas de la Unión llevaron a cabo un asalto anfibio contra la fortaleza respaldado por cañoneras blindadas como parte de la campaña de Vicksburg. Debido a que las fuerzas de la Unión superaban en número a los defensores (33 000 frente 5500), ganaron con una victoria fácil y capturaron el puesto, y la mayoría de la guarnición confederada se rindió. Durante la batalla, los bombardeos de artillería destruyeron o dañaron severamente tanto el fuerte como las áreas civiles, después de lo cual el Puesto de Arkansas perdió cualquier estado que hubiera retenido desde que fue reemplazado como la capital territorial, y se convirtió en un área principalmente rural.
La victoria de la Unión alivió gran parte del hostigamiento de las fuerzas confederadas en el Misisipi y contribuyó a la victoria final en Vicksburg.
Durante el período de control confederado, el edificio del banco estatal se utilizó como hospital. Partes de la carretera confederada, trincheras y posiciones de artillería construidas en el puesto durante esta época todavía son visibles en el sitio conmemorativo.

## Conservación del sitio histórico

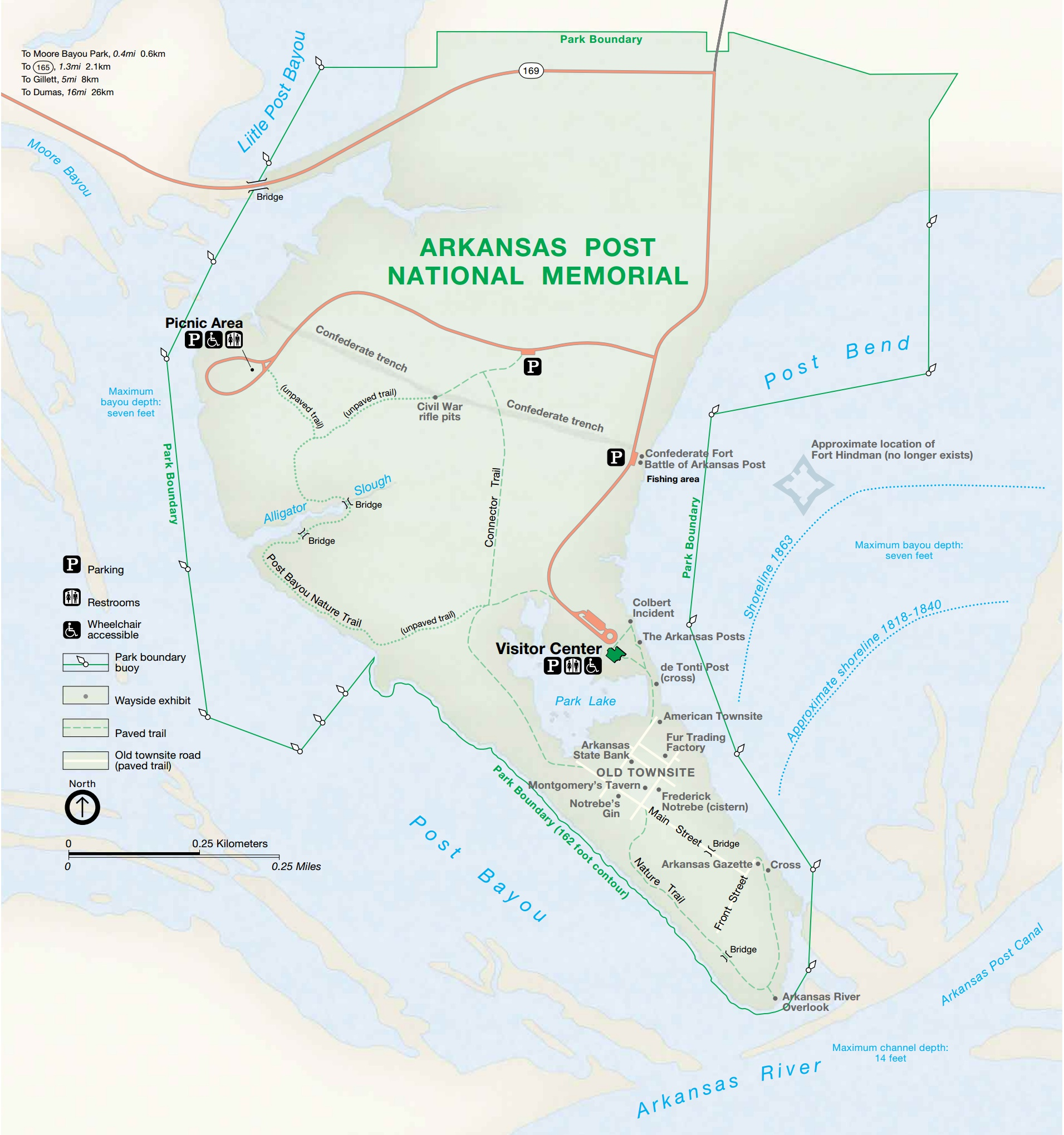
Mapa del Arkansas Post National Memorial.

El Memorial Nacional del Puesto es un área protegida de 757.51 acres (306.55 ha) en el condado de Arkansas, Arkansas en los Estados Unidos. El Servicio de Parques Nacionales administra 663.91 acres (268.67 ha) del área, y el Departamento de Parques y Turismo de Arkansas administra un museo en el área restante. El sitio antiguo del Puesto de Arkansas se convirtió en un parque estatal en 1929. El parque comenzó con 20 acres donados por Fred Quandt, un descendiente de inmigrantes alemanes cuya familia aún vive en Arkansas. En los años siguientes, se adquirió una superficie adicional y se realizaron numerosas mejoras con el apoyo de la Works Progress Administration. Está ubicado en una península formada por el antiguo cauce del río Arkansas.
En 1956 y 1957, Preston Holder realizó las primeras excavaciones arqueológicas en el sitio. Su equipo encontró restos de la aldea colonial francesa del siglo XVIII en el área del monumento conmemorativo actual. Las trincheras descubiertas allí se identificaron más tarde como patrones de construcción residenciales coloniales francesas tradicionales de poteaux-en-terre. Para entonces, los restos del fuerte La Houssaye de 1752, el fuerte San Carlos III de 1779, el fuerte San Esteban de 1790 y el fuerte Hindman estaban bajo el agua en el antiguo cauce del río Arkansas, un área que después se utilizó para la navegación. No hay evidencia arqueológica de esos fuertes debido a la erosión.
El 6 de julio de 1960 el sitio fue designado Monumento Nacional y el 9 de octubre de ese mismo año Monumento Histórico Nacional. Al igual que con todos los Monumentos Históricos Nacionales, el Puesto de Arkansas fue inscrito administrativamente en el Registro Nacional de Lugares Históricos el 15 de octubre de 1966.
En 1964, el Servicio de Parques Nacionales emprendió una reconstrucción parcial de los restos coloniales del lugar, incluyendo el Fuerte San Carlos III de 1779 construido por los españoles. Se realizaron excavaciones arqueológicas adicionales del asentamiento colonial para el Servicio de Parques Nacionales en 1966 y 1970-1971. Los edificios del siglo XIX identificados incluyen el banco estatal y las residencias. La mayoría de las residencias fueron construidas en un estilo colonial francés o español, aunque la arquitectura de las casas variaba según la cultura del residente. También se descubrieron en varias excavaciones miles de fragmentos de cerámica. John Walthall, el arqueólogo estatal de Arkansas, dijo en la década de 1990 que los recursos arqueológicos constituyen los recursos culturales más valiosos en el área del monumento, incluidos los asentamientos de los quapaw casi inexplorados, así como los asentamientos europeos y estadounidenses de los siglos XVIII y XIX. Generalmente las campañas arqueológicas han tenido más éxito en la parte más al norte del sitio histórico porque era menos propensa a la erosión y las inundaciones. No quedan rastros físicos del muelle histórico del puesto debido a tal erosión.

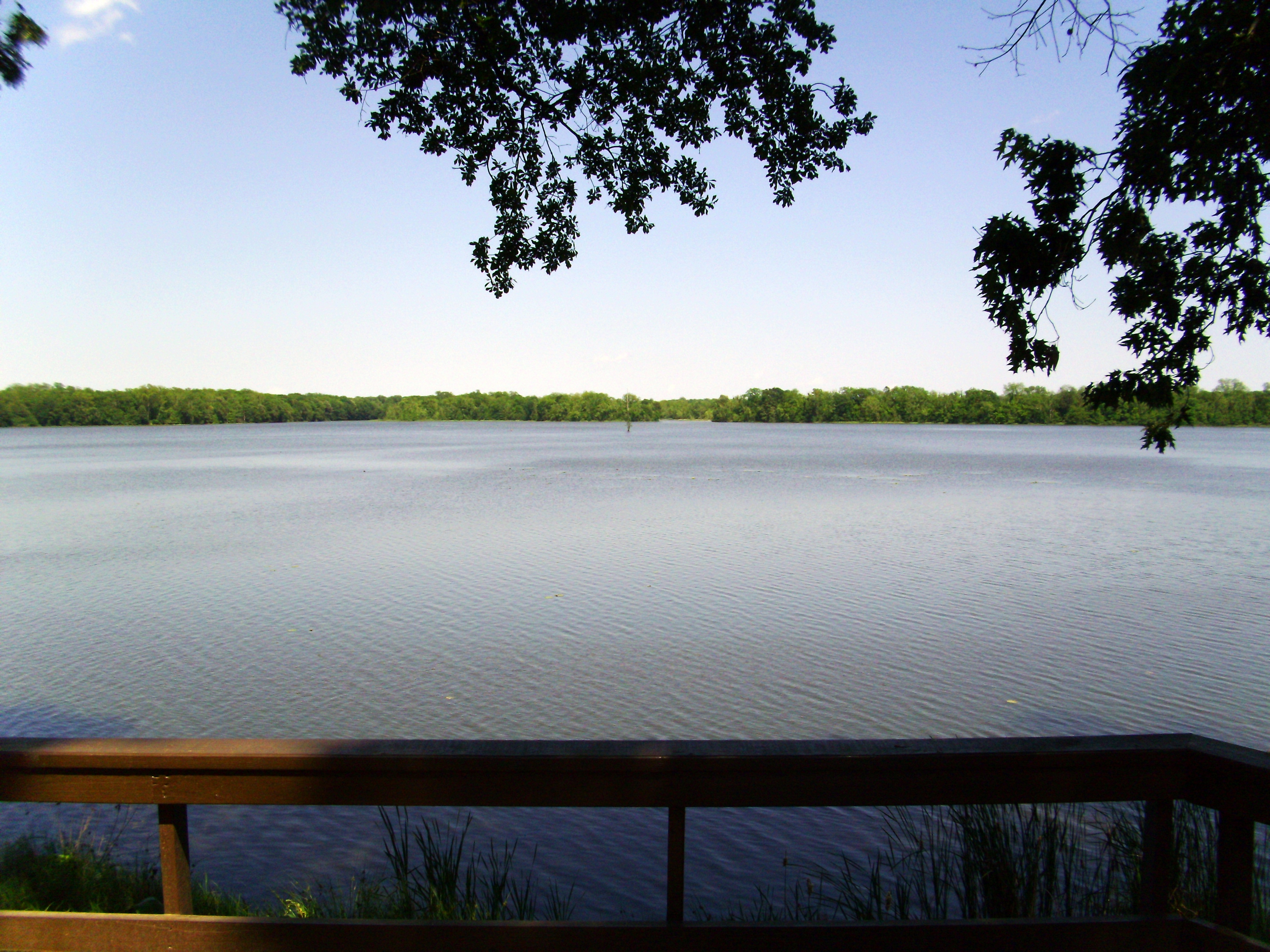
Con el tiempo, el río Arkansas erosionó el asentamiento. Esta porción del río fue el lugar donde estaba emplazado el fuerte de la Guerra Civil.
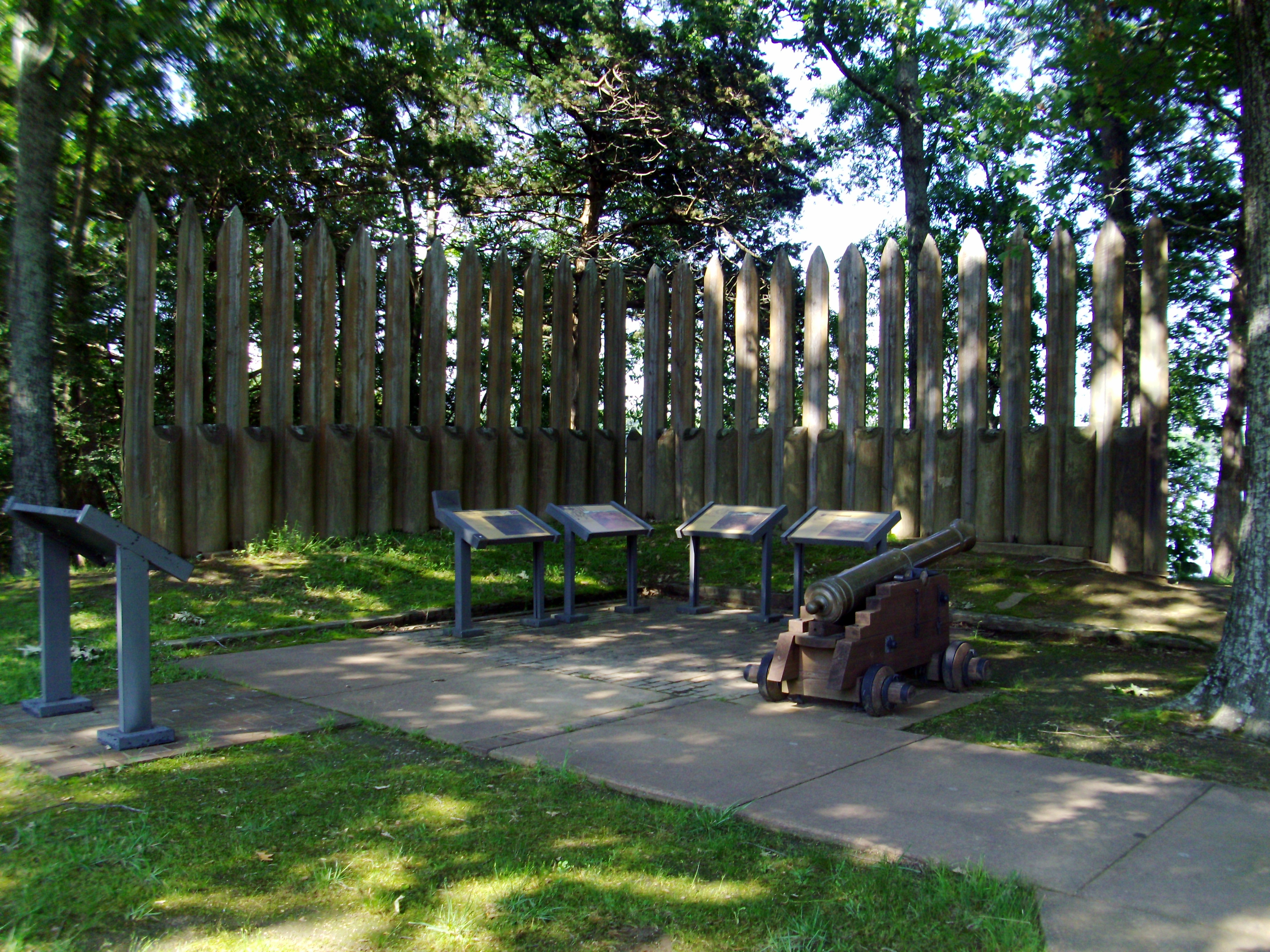
Reconstrucción parcial del fuerte en tiempos de la Guerra Revolucionaria.
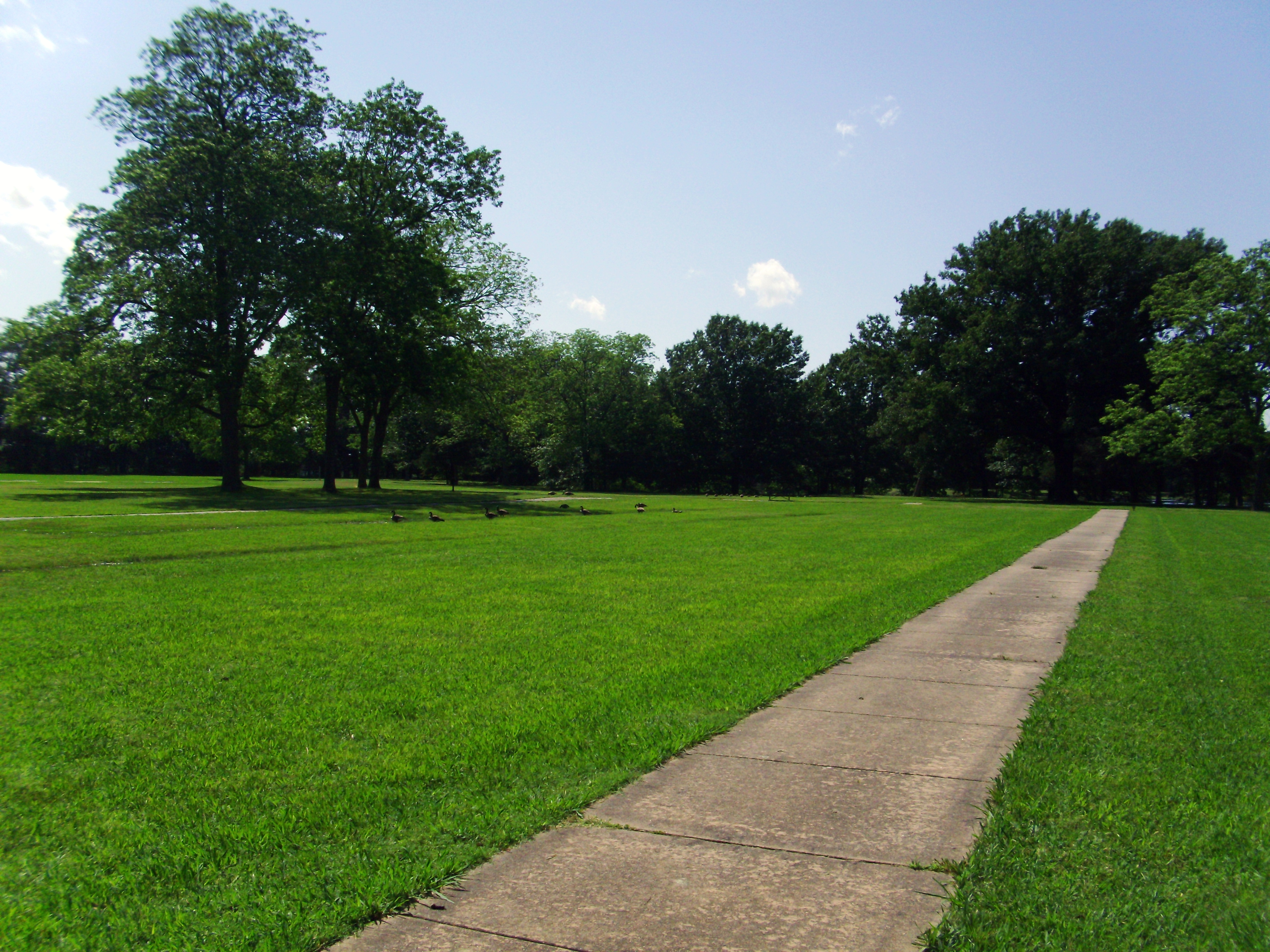
Hoy, una acera y señales interpretativas conducen a los visitantes a través del sitio histórico.